# Frédéric Piquionne
Frédéric Piquionne, né le 8 décembre 1978 à Nouméa en Nouvelle-Calédonie, est un footballeur international français.
Originaire de la Martinique, il a joué au poste d'attaquant avec la sélection de Martinique. 
Depuis 2017, il est membre de l'encadrement technique du Paris FC et directeur sportif de la sélection de Martinique.

## Biographie

### Des débuts difficiles
Venu de Martinique, Frédéric Piquionne débute à Charenton et se voit recalé à l'INF Clairefontaine. À 17 ans, en 1995, Piquionne joue dans les équipes jeunes du Paris FC. Il quitte la métropole pour aller s'installer en Martinique, à Fort-de-France. Là-bas, il joue au football en Division d'Honneur comme amateur au Golden Star de Fort-de-France puis à la JS Morne-Blanc (Le Diamant) et doit donc avoir un travail à côté. Pendant trois ans, il travaille comme vendeur de chaussures dans un magasin situé au centre-ville de Fort-de-France. Il dispute aussi quelques matchs avec la sélection de Martinique.
Cependant ses bonnes prestations incitent son entraîneur, Jules Eustache (ancien stagiaire à l'Institut national du football et footballeur professionnel), à l'orienter vers le Nîmes Olympique. Le club le recrute lors de l'été 2000 et lui offre son premier contrat professionnel. Lors de l'été suivant et après une excellente saison en Ligue 2 avec les Crocodiles nîmois, il tape dans l'œil d'une valeur sûre de la Ligue 1 française : le Stade rennais.

### Les débuts en Ligue 1
Saison 2001-2002, il fait ses premiers pas en Ligue 1. Ils sont difficiles. Il n'est pas titulaire mais marque cependant trois buts. Il joue cette même année la Gold Cup 2002 avec la sélection de Martinique.
Sa seconde saison (2002-2003) sous les couleurs du club breton va le voir exploser littéralement. Alors que le club est dans les bas-fonds du classement, le nouvel entraîneur Vahid Halilhodžić décide de donner sa chance au Martiniquais. Le club échappe à la relégation et Piquionne finit la saison avec 10 buts au compteur.
Lors de la saison 2003-2004, László Bölöni remplace l'entraîneur bosnien. Ses relations avec Piquionne sont tendues et le joueur perd sa place dans le onze de départ. Piquionne vit ses dernières heures en Bretagne.

### Saint-Étienne, l'explosion et un départ mouvementé

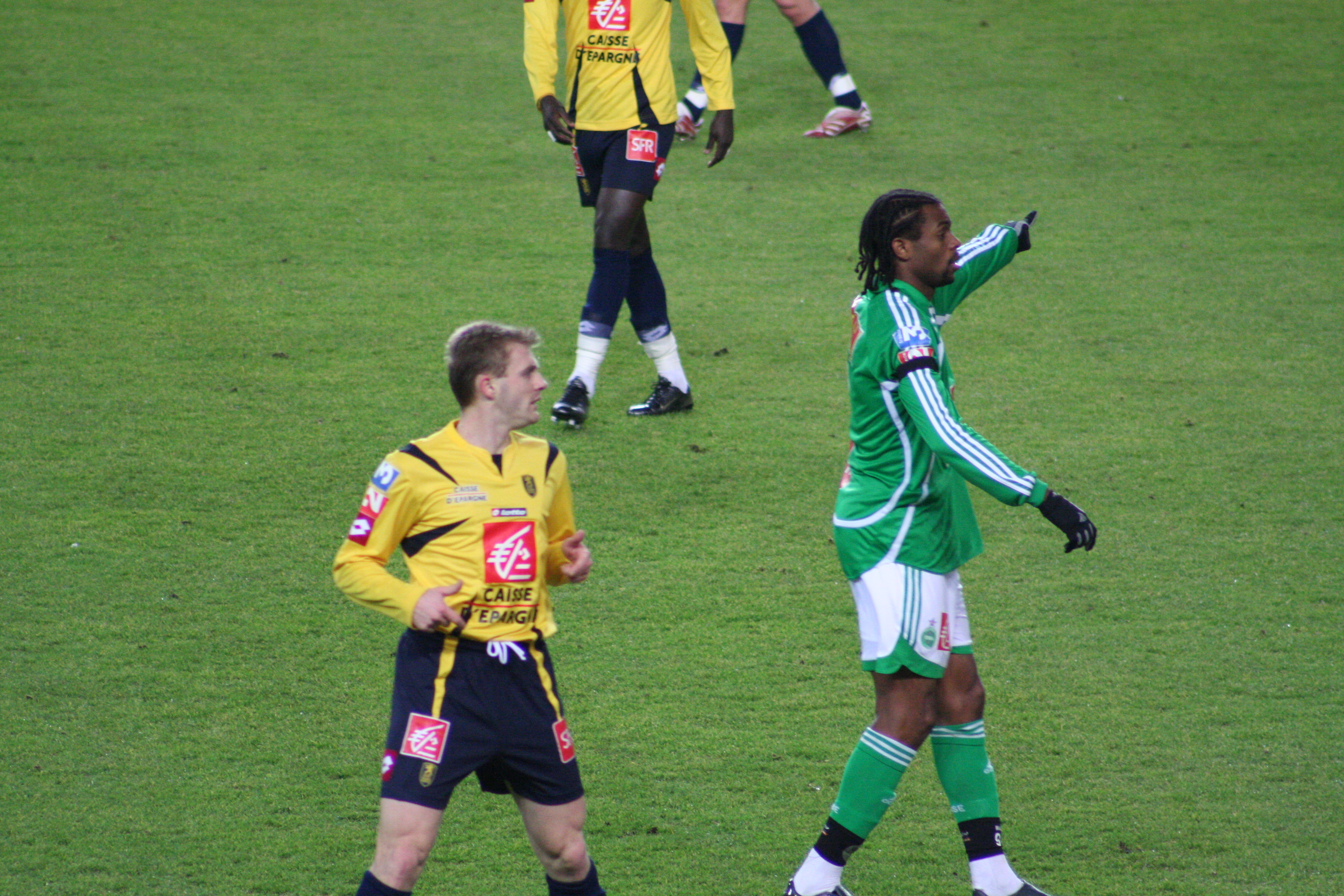
Frédéric Piquionne avec l'AS Saint-Étienne en 2007.

Lors de l'été 2004, Élie Baup l'engage. Piquionne signe un contrat de 5 ans avec l'AS Saint-Étienne, nouveau promu. Il termine la saison avec 11 buts, le meilleur total de sa carrière. Le club forézien termine lui à la 6e place.
Sa seconde saison (2005-2006) est beaucoup plus difficile. Piquionne est toujours titulaire indiscutable mais son rendement devant le but laisse à désirer. Il ne marque que 6 buts en 34 rencontres et le club finit dans le ventre mou du classement. Après cette seconde saison ratée, il revient de plus belle lors de la saison 2006-2007 en marquant 6 buts et 6 passes décisives lors de la première moitié de saison (il reçoit de plus deux cartons rouges et manque au total quatre matchs en 19 journées). Son association avec le Brésilien Ilan fonctionne.
Piquionne est sous contrat avec Saint-Étienne jusqu'en juin 2009. Cependant, à la suite de ses excellentes prestations, les sirènes de nombreux clubs européens dont l'Olympique lyonnais, qui lui aurait promis de doubler son salaire d'alors, le poussent à demander à partir. Une offre de 5,5 M € présentée par le club lyonnais est jugée « ridicule » par Bernard Caïazzo. Les dirigeants refusent le départ du joueur chez le meilleur ennemi. Piquionne déclare alors être « traité comme un esclave » par les dirigeants de l'ASSE (propos qu'il déclare par la suite regretter et avoir dit sous le coup de la colère). L'OL recrute alors Milan Baroš et ne souhaite plus la venue du stéphanois. Cependant après tout ce qui a été dit, Piquionne ne peut plus faire machine arrière. Il déclare être prêt à prendre sa retraite si le club refuse son départ.
Son passage à Saint-Étienne est enfin marqué par une altercation avec un supporter qui lui reproche de fréquenter un Lyonnais (en l'occurrence son agent). Pour lui avoir fracturé le nez en lui donnant un coup de tête, le joueur est condamné à 1 000 euros d'amende et à verser 1 500 euros de dommages et intérêts à sa victime. Plus généralement, après une belle entente durant les deux premières années, Piquionne et le public stéphanois entretiennent des rapports très tendus. Les Stéphanois lui reprochent alors son attitude jugée hautaine, auxquels vont s'ajouter plus tard des propos très durs envers le public et les dirigeants stéphanois, tenus dans la presse à l'occasion du derby en août 2008.

### Les passages monégasque et lyonnais
Piquionne obtient finalement gain de cause. Le 31 janvier 2007, il part à l'AS Monaco en prêt. Le contrat prévoit une option d'achat, évaluée à 6 M € et automatiquement levée en cas de maintien du club monégasque en Ligue 1. Au terme de la saison, l'AS Monaco se maintient en Ligue 1. Malgré les performances décevantes du joueur, l'option est donc levée. Le 10 novembre 2007, le joueur dispute son 200e match en Ligue 1 lors de la rencontre Monaco-Strasbourg au Stade Louis-II (victoire 3-0 de l'Association sportive de Monaco Football Club). Pour autant, le joueur peine à retrouver le niveau de sa période stéphanoise.
Le 29 juillet 2008, après un match amical à Annecy, il est transféré à l'Olympique lyonnais contre une indemnité évaluée à 4,75 M €. Il inscrit son premier but avec Lyon en Ligue des champions contre la Fiorentina, puis en Ligue 1 face au FC Nantes le 6 décembre 2008. Mais il n'est pas apprécié par les supporteurs de l'OL à cause de ses performances très décevantes et le fait qu'il soit ancien joueur de Saint-Étienne.
Le 12 décembre 2008, il se voit décerner le Ballon de plomb 2008 par Les Cahiers du football. Frédéric Piquionne est notamment récompensé pour ses malheureux choix de carrière et son image de joueur mercenaire.

### En Angleterre

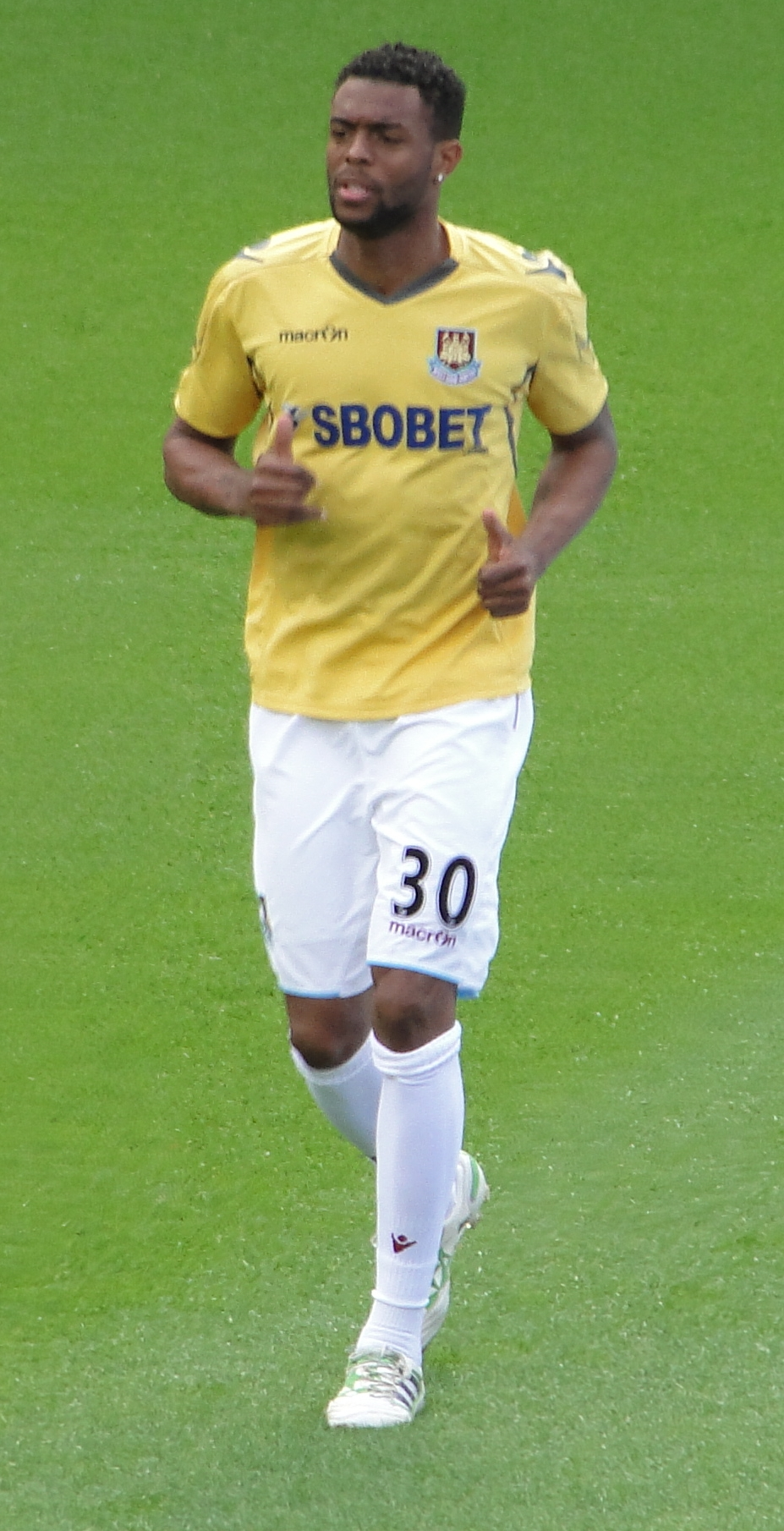
Frédéric Piquionne avec le West Ham United en 2011.

En juillet 2009, il est prêté avec option d'achat au club anglais de Portsmouth FC. Le 8 août, il joue son premier match sous ses nouvelles couleurs. Il marque ses deux premiers buts en Carling Cup face à Stoke City (4-0). Le club se trouve cependant rapidement dans une situation très difficile en championnat.
Malgré ses onze buts, à l'issue de la saison 2009-2010 il retourne à l'Olympique lyonnais, l'option d'achat n'étant pas levée. Dans la foulée, il est transféré en échange d'une indemnité d'1,2 million d'euros à West Ham, où il signe un contrat de 3 ans. Avec son nouveau club, le joueur fait une saison complète (34 matchs) mais se révèle moyennement efficace, ne marquant qu'à six reprises et surtout ne pouvant éviter la relégation en division 2 anglaise. En Championship, le joueur fait peu d'apparitions. Après 21 matchs et 2 buts, il est prêté à Doncaster Rovers le 6 mars 2012 qui évolue une division plus bas. Le jour même, il prend part à son premier match avec les Rovers face à Nottingham Forest et ouvre le score juste avant la mi-temps. Doncaster remporte le match (1-2). Il prend part à huit matchs et marque deux buts avant de réintégrer l'effectif des Hammers à l'issue de la saison.
En décembre 2012, il retrouve la sélection de Martinique à l'occasion de la coupe caribéenne des nations 2012. Pour son premier match, il inscrit le but de la victoire contre Cuba. En demi-finale contre Trinité-et-Tobago et après un match nul 1-1 à la fin du temps réglementaire, il manque le dernier tir au but décisif et la Martinique est éliminée.

### Départ aux États-Unis
Mis à l'écart à West Ham après son retour de Doncaster, il ne participe à aucune rencontre de l'équipe première lors des six premiers mois de la saison. Sur les conseils de Mikaël Silvestre, il quitte alors l'Angleterre pour découvrir la Major League Soccer avec les Timbers de Portland. Il y signe un contrat d'un an le 28 février 2013.
Avec l'arrivée de Fanendo Adi en prêt, les Timbers résilient le contrat de Piquionne qui se retrouve sans club à 35 ans le 13 mai 2014.

### Retour en France

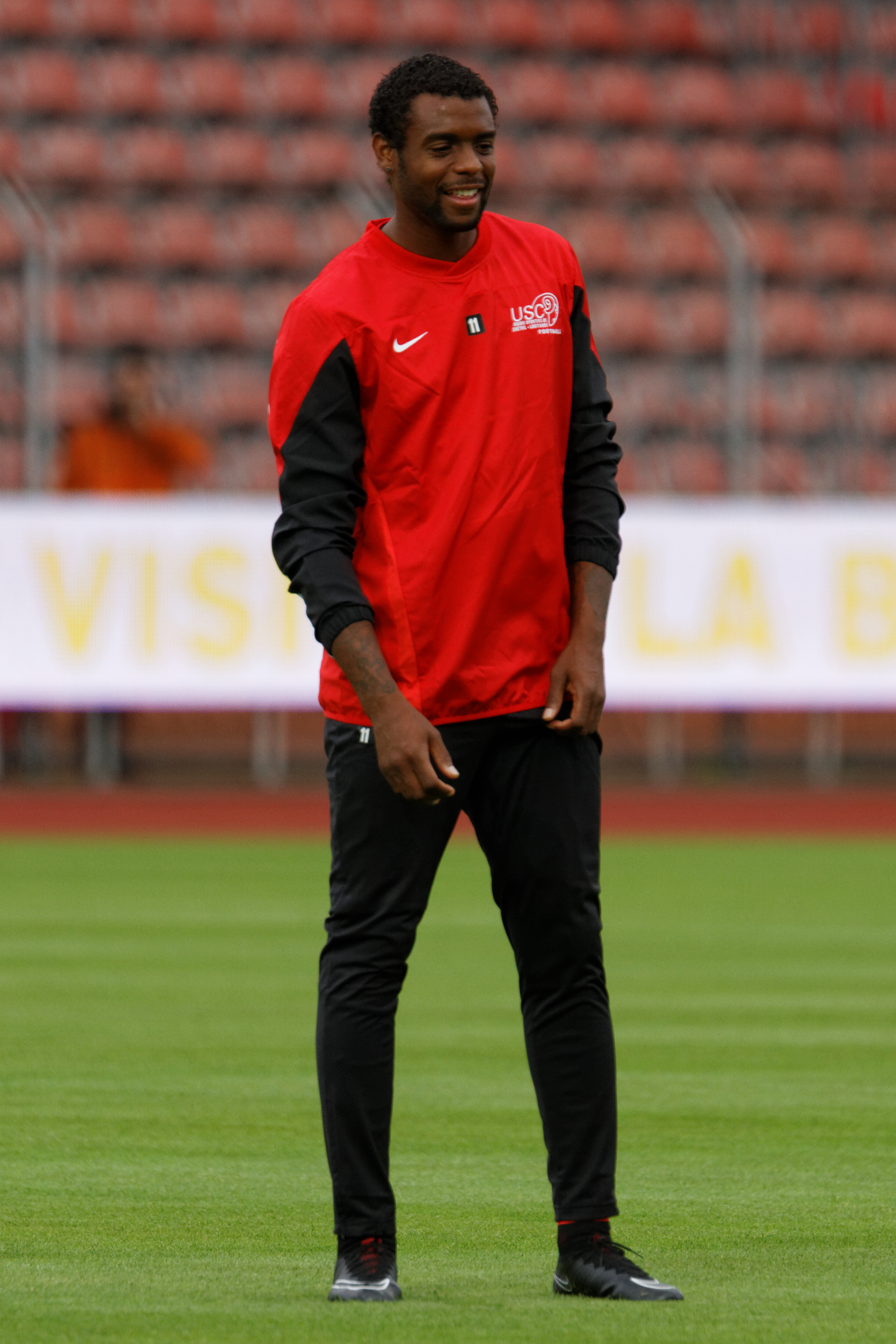
Frédéric Piquionne lors de Créteil-Châteauroux, saison 2014-2015

Le 4 août 2014, Frédéric Piquionne s'engage avec l'US Créteil-Lusitanos, club de Ligue 2. Pour son premier match sous les couleurs de Créteil, le 8 août 2014, il inscrit son premier doublé contre Châteauroux lors de la 2e journée de Ligue 2 (victoire 3-0) dont le premier but est inscrit 24 secondes après son entrée en jeu.
Utilisé principalement en tant que joker, 19 entrées en jeu pour 10 titularisations, il trouve à 8 reprises le chemin des filets en championnat avant de rejoindre l'Inde.

### Indian Super League
A 36 ans, il signe un contrat en Indian Super League et s'engage avec le Mumbai City FC d'un autre Martiniquais, Nicolas Anelka. Au terme de cette seconde édition de l'ISL, il retrouve Créteil, non pas en tant que joueur mais en intégrant le staff pour travailler avec les attaquants. Le lendemain de l'annonce, le 26 janvier 2016, il fait finalement savoir qu'il continue sa carrière après avoir reçu une offre intéressante de dernière minute. Contre toute attente, le joueur ne signe finalement pas à Dubaï après un aller/retour express, il intègre alors comme prévu le staff technique de Créteil avec pour charge les attaquants.

### Reconversion
Après sa carrière, il devient consultant sur Canal+. En 2016, il commente des matchs de football des Jeux Olympiques de Rio sur les chaînes du Groupe Canal+.
Il est consultant pour RMC Sport.
Il intègre en 2016 le staff de l'US Créteil en tant qu'entraineur des attaquants. Fin 2016, il rejoint le staff des moins de 17 ans du Paris FC puis devient entraineur adjoint de la réserve en septembre 2017. 
En décembre 2017, il est nommé manager général de la sélection de Martinique .
De novembre 2021 à février 2022, il est entraîneur adjoint de Jean-Luc Vasseur de l’équipe féminine d’Everton.
En mai 2022, il est diplômé du certificat d'entraîneur attaquant et défenseur (CEAD), diplôme nouvellement créé et délivré par la FFF.
En 2023, il est commentateur pour Amazon Prime.

## Statistiques

### En club
| Saison                | Club                       | Championnat           | Championnat | Championnat | Coupe nationale | Coupe nationale | Coupe de la Ligue | Coupe de la Ligue | Compétition(s) continentale(s) | Compétition(s) continentale(s) | Compétition(s) continentale(s) | Total | Total |
| Saison                | Club                       | Division              | M.          | B.          | M.              | B.              | M.                | B.                | Comp.                          | M.                             | B.                             | M.    | B.    |
| 2000-2001             | Nîmes Olympique            | Division 2            | 8           | 3           | -               | -               | 1                 | 0                 | -                              | -                              | -                              | 9     | 3     |
| Sous-total            | Sous-total                 | Sous-total            | 8           | 3           | -               | -               | 1                 | 0                 | -                              | -                              | -                              | 9     | 3     |
| 2001-2002             | Stade Rennais FC           | Division 1            | 20          | 3           | 2               | 2               | 3                 | 2                 | CI                             | 4                              | 2                              | 29    | 9     |
| 2002-2003             | Stade Rennais FC           | Ligue 1               | 31          | 10          | 4               | 2               | -                 | -                 | -                              | -                              | -                              | 35    | 12    |
| 2003-2004             | Stade Rennais FC           | Ligue 1               | 32          | 5           | 3               | 0               | 1                 | 0                 | -                              | -                              | -                              | 36    | 5     |
| Sous-total            | Sous-total                 | Sous-total            | 83          | 18          | 9               | 4               | 4                 | 2                 | -                              | 4                              | 2                              | 100   | 26    |
| 2004-2005             | AS Saint-Étienne           | Ligue 1               | 37          | 11          | 1               | 2               | 4                 | 3                 | -                              | -                              | -                              | 42    | 16    |
| 2005-2006             | AS Saint-Étienne           | Ligue 1               | 34          | 6           | 1               | 0               | 1                 | 0                 | CI                             | 4                              | 1                              | 40    | 7     |
| 2006-2007             | AS Saint-Étienne           | Ligue 1               | 18          | 5           | 1               | 0               | -                 | -                 | -                              | -                              | -                              | 19    | 5     |
| Sous-total            | Sous-total                 | Sous-total            | 89          | 22          | 3               | 2               | 5                 | 3                 | -                              | 4                              | 1                              | 101   | 28    |
| 2006-2007             | AS Monaco FC               | Ligue 1               | 14          | 5           | -               | -               | -                 | -                 | -                              | -                              | -                              | 14    | 5     |
| 2007-2008             | AS Monaco FC               | Ligue 1               | 32          | 7           | 2               | 0               | 2                 | 1                 | -                              | -                              | -                              | 36    | 8     |
| Sous-total            | Sous-total                 | Sous-total            | 46          | 12          | 2               | 0               | 2                 | 1                 | -                              | -                              | -                              | 50    | 13    |
| 2008-2009             | Olympique lyonnais         | Ligue 1               | 19          | 2           | 3               | 1               | 1                 | 0                 | C1                             | 3                              | 1                              | 26    | 4     |
| Sous-total            | Sous-total                 | Sous-total            | 19          | 2           | 3               | 1               | 1                 | 0                 | -                              | 3                              | 1                              | 26    | 4     |
| 2009-2010             | Portsmouth FC (prêt)       | Premier League        | 34          | 5           | 7               | 3               | 4                 | 3                 | -                              | -                              | -                              | 45    | 11    |
| Sous-total            | Sous-total                 | Sous-total            | 34          | 5           | 7               | 3               | 4                 | 3                 | -                              | -                              | -                              | 45    | 11    |
| 2010-2011             | West Ham United FC         | Premier League        | 34          | 6           | 4               | 2               | 3                 | 1                 | -                              | -                              | -                              | 41    | 9     |
| 2011-2012             | West Ham United FC         | Championship          | 20          | 2           | -               | -               | 1                 | 0                 | -                              | -                              | -                              | 21    | 2     |
| Sous-total            | Sous-total                 | Sous-total            | 54          | 8           | 4               | 2               | 4                 | 1                 | -                              | -                              | -                              | 62    | 11    |
| 2011-2012             | Doncaster Rovers FC (prêt) | Championship          | 8           | 2           | -               | -               | -                 | -                 | -                              | -                              | -                              | 8     | 2     |
| Sous-total            | Sous-total                 | Sous-total            | 8           | 2           | -               | -               | -                 | -                 | -                              | -                              | -                              | 8     | 2     |
| 2013                  | Portland Timbers           | Major League Soccer   | 23          | 2           | 3               | 5               | -                 | -                 | -                              | -                              | -                              | 26    | 7     |
| 2014                  | Portland Timbers           | Major League Soccer   | 3           | 0           | -               | -               | -                 | -                 | -                              | -                              | -                              | 3     | 0     |
| Sous-total            | Sous-total                 | Sous-total            | 26          | 2           | 3               | 5               | -                 | -                 | -                              | -                              | -                              | 29    | 7     |
| 2014-2015             | US Créteil-Lusitanos       | Ligue 2               | 29          | 8           | -               | -               | 3                 | 1                 | -                              | -                              | -                              | 32    | 9     |
| Sous-total            | Sous-total                 | Sous-total            | 29          | 8           | -               | -               | 3                 | 1                 | -                              | -                              | -                              | 32    | 9     |
| 2015                  | Mumbai City FC             | Indian Super League   | 12          | 3           | -               | -               | -                 | -                 | -                              | -                              | -                              | 12    | 3     |
| Sous-total            | Sous-total                 | Sous-total            | 12          | 3           | -               | -               | -                 | -                 | -                              | -                              | -                              | 12    | 3     |
| Total sur la carrière | Total sur la carrière      | Total sur la carrière | 408         | 85          | 31              | 17              | 24                | 11                | -                              | 11                             | 4                              | 474   | 117   |

### Matchs internationaux
| # | Date         | Lieu                                 | Adversaire | Résultat | Compétition  | Notes                                                 |
| - | ------------ | ------------------------------------ | ---------- | -------- | ------------ | ----------------------------------------------------- |
| 1 | 28 mars 2007 | Stade de France, Saint-Denis, France | Autriche   | V 1 - 0  | Match amical | Entre en jeu à la place d'Abou Diaby à la 78e minute. |

## Palmarès

### En club
- Finaliste de la Coupe d'Angleterre en 2010 avec Portsmouth FC

### Distinction individuelle
- Trophée du joueur du mois de Ligue 1 UNFP en décembre 2004
- Trophée du joueur du mois de Ligue 1 UNFP en décembre 2006

## Repères
Équipe nationale
- 1re sélection en équipe de France : le 28 mars 2007 (au Stade de France) contre l'Autriche (1-0).
- 1 sélection et 0 but en équipe de France A.

Club
- Premier match en Ligue 1 : 28 juillet 2001, Stade rennais - AJ Auxerre (0-5)
- Premier but en Ligue 1 : 22 décembre 2001, AS Monaco - Stade rennais (3-1)